# Лукко, Херемиас
Херемиас Николас Лукко Пикколи (исп. Jeremías Nicolás Lucco Píccoli; род. 10 декабря 2005, Colonia Tirolesa, Кордова) — аргентинский футболист, нападающий клуба «Бельграно».

## Клубная карьера
Лукко — воспитанник клуба «Бельграно». 28 ноября 2023 года в матче против «Расинга» из Авельянеды он дебютировал в аргентинской Примере. 29 марта 2024 года в поединке против «Тигре» Херемиас забил свой первый гол за «Бельграно».